# Тораца (Бјела)
Тораца је насеље у Италији у округу Бијела, региону Пијемонт.
Према процени из 2011. у насељу је живело 83 становника. Насеље се налази на надморској висини од 285 м.